# 薩拉矛事件
薩拉矛事件，又稱青山事件，還有其它譯名有斯拉茅事件、斯拉茂事件、沙拉茅事件、沙拉毛事件、沙那茂事件，是臺灣梨山一宗「以蕃制蕃」政策實施所造成屠殺事件。這起事件發生於1920年7月，南投廳泰雅族薩拉矛社（今漢名梨山）與斯卡謠社（Sqoyaw，今漢名環山）聯合攻擊日警駐在所，殺死日警及眷屬12人。臺灣總督府為了壓制此抗日活動，將一些賽德克族與泰雅族其他社群原本打算一起響應行動，但被日方察覺，威脅強迫編入討伐薩拉矛突擊隊共近千人，當中包括賽德克族頭目莫那魯道，藉「以蕃制蕃」方式鎮壓原住民。突擊隊共殲得25顆人頭，有些部落幾乎全滅。行政院原民會前主任委員、賽德克民族議會召集人瓦歷斯·貝林也坦承薩拉矛事件為真。《賽德克·巴萊》電影歷史顧問邱若龍証實，「早年莫那·魯道的確有帶人去攻打其他部落。」《賽德克·巴萊》導演魏德聖則表示「英雄本來就有人格瑕疵」，並要現代人不該用現代社會的角度來對當時原住民的行為下註解。

## 事件經過
早在「五年理蕃計畫」前，臺灣總督府即企圖進入薩拉茅群領域，從一進入地域便遭到當地泰雅族激烈抵抗，1905年、1913年兩次征伐，仍無法完全征服薩拉矛群。1919年開始，造成全球至少2500萬人死亡的西班牙型流行性感冒（H1N1型）流傳至台灣山區，北勢群（今大安溪流域）泰雅族人病死者不計其數。族人疑是異族入侵造成，為了驅逐外族日本人，並取得首級以祭祖靈消除災難，族人時常出草，造成日本理蕃的壓力。
1920年1月，流感疫情深入今梨山附近薩拉茅群。7月，薩拉茅群（Slamaw，今漢名梨山）與斯卡謠社（Sqoyaw，今漢名環山）等泰雅族決聯合攻擊日警駐在所，薩拉矛事件爆發，共有日警及眷屬12人被殺死（其中9人被馘首）、7人受傷，以及1人失蹤。時霧社賽德克族馬赫坡社頭目莫那魯道，打算利用此機會聯合族人一起響應行動，但被日警樺澤重次郎察覺，日方遂行「以蕃制蕃」，威脅密謀起事的部落強迫編入討伐薩拉矛突擊隊，共有霧社賽德克族德克達雅群、道澤群、多囉閣群，以及泰雅族白狗群、馬勒巴群及萬大群參與，德克達雅群馬赫坡社的莫那·魯道、及荷戈社頭目塔道諾幹皆被編入，為突擊隊主力，計998名原住民。此突擊隊共殲得25顆泰雅族人首，日方合影留存，並大肆鼓勵被禁止許久的「獵首祭」。突擊隊進攻居住於托瓦崗部落（Twaqa；另有漢譯托阿卡）的泰雅族人（為今臺中市和平區梨山附近松茂部落對面），幾乎全滅該地泰雅族人，斯卡謠社（今環山部落）頭目雅告瓦浪率數十族人，將突擊隊擊退而救回數名婦孺。莫那魯道曾向霧社警察分室主任抗議處置不當。
臺灣總督府於1910年即開始明令禁止出草獵首、1913年禁止紋面，而此時一面禁止泰雅族獵首，一方誘使霧社各群、白狗群、萬大群出草。此事件造成各族群之勢力衰退、各部族間仇隙，亦造成霧社事件的原因之一。 
突擊薩拉矛時，雙方激戰中，賽德克族的羅多夫社頭目巴卡哈‧布果禾太陽穴上方被槍彈擦傷，日警將其送至埔里就醫，因此後來的合影中，無法看到他的身影。事件之後薩拉茅地區（今梨山地區）的泰雅族人甚至誤以為被擊傷的就是莫那魯道。另有一架日軍飛機執行偵查及「蕃」地轟炸任務時，因機件故障墜落於大安溪支流雪山坑溪上游，機上官兵乘員皆被泰雅原住民獵首。

## 後續
十年後（1930年），莫那·魯道發動霧社事件，在霧社公學校運動會上賽德克族大舉出草，殺死了134名日本人，誤殺了2名漢人，當時霧社群曾邀請薩拉茅人共同舉事，薩拉茅人答應，在前往途中，經日警追趕上勸阻因而作罷。
當初薩拉茅事件中，幾乎全滅的托瓦崗部落（Twaqa；另有漢譯托阿卡）泰雅族人，由斯卡謠社頭目雅告瓦浪所營救的存活後代，包括生活在環山部落的梁姓人士，及據聞現居松茂部落的謝姓人士。雅告瓦浪後代則為黃氏家族。
薩拉茅事件結束後，其一部分泰雅族人遺族被日人遷到眉溪一帶稱眉原社；故霧社事件結束後，參與起事的賽德克遺族被日人迫遷到眉原附近川中島（今清流部落）時，曾引起遭第二次霧社事件大屠殺的賽德克遺族相當大的恐慌，因為事件後大多只剩老弱婦孺，已無力抵抗眉原社的攻擊。然眉原社頭目明白薩拉茅事件的始終罪魁禍首其實是日人挑撥，不但寬恕其遺族未予攻擊報復，更在其遺族難適應新居瀕臨餓死之際送上大量的食物，冒著被日本政府懷疑串聯的危險雪中送炭。
1945年二次大戰日本投降，日警撤離後，國民政府尚未進駐的權力真空之下，斯卡謠社遺民趁機欲滅川中島的賽德克遺民以遂報復心願，就在兵臨清流部落山頭，兩方即將開戰之際，被及時趕到的眉原社頭目適時化解。

## 外部連結
- 霧社事件‧還原歷史真相 （页面存档备份，存于），公共電視
- 我如何認同泰雅爾 （页面存档备份，存于）斯拉茂、斯拉茂戰役，娃利斯·羅干著，薩拉茅後裔，2005年。